# Памятник воинам-мотоциклистам
Мемориал воинам-мотоциклистам 2-го гвардейского отдельного мотоциклетного Ярцевского Краснознаменного полка, воинам 271-го отдельного моторизованного батальона особого назначения и отдела контрразведки «СМЕРШ» 91-й гвардейской стрелковой Духовщинской ордена Ленина Краснознаменной ордена Суворова 2-й степени дивизии — памятник в Калининградской области, посвященный военнослужащим Красной Армии, сражавшимся в Восточно-Прусской операции в феврале 1945 года.
Установлен в исторической местности, на месте бывшего немецкого населенного пункта Тиренберг (ныне не существует). Единственный памятник в России, по состоянию на июль 2016 года, сооружённый на местах непосредственных боев мотоциклетных подразделений Красной Армии. Открыт 8 мая 2016 года в память о 71-летней годовщине Великой победы в Великой Отечественной войне и к 70-летию образования Калининградской области.

## Описание памятника
Три монументальных камня, являющиеся символами незыблемости памяти, неизменяемости истории и стойкости и крепости духа советских солдат, несут на себе надписи с указанием воинских частей, бойцы которых сражались с немецко-фашистскими захватчиками.
На четвёртом камне находится информационная запись о Мемориале. Камни установлены на насыпной площадке, размером 11 на 35 метров, выложенной булыжным камнем. В центральной части площадки имеется клумба в виде пятиконечной звезды. Также имеются информационные стенды с указанием боев, прошедших в феврале 1945 года и списком участников строительства Мемориала воинам-мотоциклистам.
В июне 2017 года, сразу после установки дорожных указателей на Памятник воинам-мотоциклистам, были обнаружены факты расстрела указателя из огнестрельного оружия. Так же в течение весны 2017 года с Памятника неоднократно похищались туи, использованные для благоустройства мемориального комплекса.
В 2020 году силами участников установлена беседка для отдыха и приёма пищи.
В 2022 году силами и на средства участников Мотодвижения «Колесо истории» на территории Мемориала «Воинам мотоциклистам» установлен Памятник «Бессмертный полк». Открытие состоялось 8 мая 2022 года.

## История создания памятника
Инициатива увековечения памяти воинов-мотоциклистов на местах сражений на территории Восточной Пруссии принадлежит Дмитрию Копырзову, основателю Мотодвижения «Колесо Истории» и Владимиру Беспалову, автору из соавторов книги «Прорыв на Земландский полуостров. Начало февраля 1945 г.»
Место установки памятника подбиралось после исследования исторических источников, картографических материалов. В результате было выбрано место в Зеленоградском районе, на территории бывшего немецкого поселения Тиренберг, где в первой декаде февраля 1945 года непосредственно велись бои между советскими мотоциклистами и немецкими войсками.
В одном километре от места установки в лесу, где находился населенный пункт Тиренберг, можно до сих пор наблюдать крепкие фундаменты домов, очертания старых улиц, остатки колодца, битую кухонную утварь, оставшуюся после набегов «черных копателей».
В 400-х метрах от места установки Мемориала находятся остатки тевтонской крепости Мюле-Тиренберг.
Работа над созданием памятника началась в 2014 г. Велись поиски собственников земельного участка предполагаемого месторасположения памятника, архитектора и скульптора.
Первоначально в разработке проекта участвовали калининградские скульпторы калининградские скульпторы Олег Сальников и Людмила Богатова, в дальнейшей от идеи, предложенной ими пришлось отказаться.
Окончательно образ памятника сформировался осенью 2015 года после посещения Ольшанского карьера Зеленоградского района Калининградской области, когда были обнаружены крупные ледниковые валуны.
Строительство велось на пожертвования не равнодушных людей, главной движущей силой стали участники "Мотодвижения «Колесо Истории», которые постоянно посещали организуемые работы на строительной площадке Мемориала. Также материальную и финансовую помощь оказывали физические лица и коммерческие организации. Мемориал является «народным», бюджетные средства на его постройку не использовались.
Открытие мемориала воинам-мотоциклистам состоялось 8 мая 2016 года в присутствии более 200 человек. После торжественных речей брезент с монументальных камней был снят, а память бойцов почти минутой молчания под выстрелы присутствующих солдат-реконструкторов.
Во время поиска родственников солдат был найден Риф Адиевич Ахтямов, последний из живущих участников сражения под Тиренбергом, проживающий в г. Набережные Челны. Приветствующую речь на открытии памятника произнесла внучка однополчанина Рифа Адиевича Ахтямова — Владимира Клеца, погибшего под Тиренбергом в феврале 1945 года.
После официальной части состоялся концерт курсантов Калининградского филиала Санкт-Петербургского университета МВД России и реконструкция боя между советскими и немецкими мотоциклистами.
На открытии присутствовали заместитель председателя областного правительства Александр Богданов и министр культуры региона Светлана Кондратьева.
В числе приехавших на открытие памятника были мотоциклисты из Литвы, Эстонии, Польши.
В 2018 году нашлись внуки старшего лейтенанта Рюмина, погибшего 07.02.1945 года у посёлка Тиренберг и руководившим обороной штаба 91-й Дивизии. Они приезжали на место гибели их деда. В 2019 году нашёлся внук Командира 2-го ОМП майора Купина. А 7 февраля 2019 года мемориал посетил участник ВОВ, участник диверсионно-разведывательной группы «Джек» Юшкевич Геннадий Владимирович.

## Видео
- Рядом с Шатрово открыли мемориал воинам-мотоциклистам
- В поселке Шатрово откроют мемориал воинам-мотоциклистам
- Репортаж ГТРК Калининград снятый за несколько дней до Открытия Мемориала
- Праздничный мотопробег памяти воинам мотоциклистам Архивная копия от 10 мая 2021 на Wayback Machine